# پایلادزو کاپتانیان
پایلادزو کاپتانیان (ارمنی: Փայլածո Կապտանյան؛ انگلیسی: Paylazu Kaptanyan زادهٔ ۲۱ ژانویهٔ ۱۸۸۳ - درگذشته ۲۶ مهٔ ۱۹۶۲) نویسنده ارمنی‌تبار اهل ایالات متحده آمریکا و یکی از نجات‌یافتگان و شاهدان عینی نسل‌کشی ارمنیان بوده‌است. کاپتانیان همچنین به طبح برنج پالیف ارمنی با دستورالعمل خلاق خود در ابداع برنج آرونی که ترکیبی از برنج و ماکارونی است شناخته می‌شود و اعتبار کسب کرده.